# Autodesk
Autodesk (NASDAQ: ADSK

) er en amerikansk softwarevirksomhed, som blev grundlagt i 1982 og som i dag er på Nasdaq-børsen (ADSK).
Autodesk udvikler produkter for design og konstruktion og deres flagskib er programmet AutoCAD og Revit. Selskabets hovedkontor ligger i San Rafael i Californien i USA.

## Programmer
- AutoCAD
- AutoCAD Architecture
- Civil 3D
- Autodesk Revit
- Autodesk Inventor
- Autodesk 3ds Max
- Autodesk Maya
- Autodesk Alias Studiotools
- Autodesk Mudbox
- AutoCAD Electrical

## Eksterne links
- Autodesk (officielt websted)

| Firma | Spire Denne artikel om et firma eller en virksomhed i USA er en spire som bør udbygges. Du er velkommen til at hjælpe Wikipedia ved at udvide den. |

38°00′20″N 122°31′51″V / 38.0055°N 122.5308°V